# Tetradactylus africanus
Tetradactylus africanus är en ödleart som beskrevs av Gray 1838. Tetradactylus africanus ingår i släktet Tetradactylus och familjen sköldödlor. IUCN kategoriserar arten globalt som livskraftig.
Arten förekommer i östra Sydafrika och i Swaziland. Kanske hittas den även i Moçambique. Ödlan vistas i gräsmarker, nära skogar och nära odlingsmark. Honor som lever i ett naturreservat lägger sina ägg i myrstackar av myran Anochetus faurei.

## Underarter
Arten delas in i följande underarter:
- T. a. africanus
- T. a. fitzsimonsi